# Рашити (Кјети)
Рашити (итал. Rascitti) је насеље у Италији у округу Кјети, региону Абруцо.
Према процени из 2011. у насељу је живело 38 становника. Насеље се налази на надморској висини од 302 м.